# Asia Rugby Championship Division 2
El Asia Rugby Championship Division 2 es el torneo anual de rugby para selecciones de tercer nivel organizado por la federación asiática.
Es la tercera división del rugby asiático por debajo del Asia Rugby Championship Top 3 y el Asia Rugby Championship Division 1

## Campeonatos

### Asian Championship Division 3
| Edición | Año  | Sede      | Campeón | 2º puesto | 3º puesto | 4º puesto |
| ------- | ---- | --------- | ------- | --------- | --------- | --------- |
| I       | 2004 | Hong Kong | China   | Sri Lanka | India     | Pakistán  |
| II      | 2007 | Sri Lanka | Irán    | India     | Pakistán  |           |

### Asian 5 Nations Division 2
| Edición | Año  | Sede      | Campeón      | 2º puesto | 3º puesto | 4º puesto |
| ------- | ---- | --------- | ------------ | --------- | --------- | --------- |
| III     | 2008 | Tailandia | Tailandia    | Malasia   | India     | Pakistán  |
| IV      | 2009 | Malasia   | Malasia      | China     | India     | Pakistán  |
| V       | 2010 | India     | Filipinas    | India     | Tailandia | China     |
| VI      | 2011 | Tailandia | China Taipéi | Tailandia | Irán      | India     |
| VII     | 2012 | Malasia   | Tailandia    | Malasia   | Irán      | India     |
| VIII    | 2013 | Malasia   | Singapur     | Malasia   | Irán      | India     |
| IX      | 2014 | Catar     | Malasia      | Catar     | Irán      | Tailandia |

### Asian Rugby Championship Division 2
| Edición | Año  | Sede       | Campeón      | 2º puesto  | 3º puesto    | 4º puesto  |
| ------- | ---- | ---------- | ------------ | ---------- | ------------ | ---------- |
| X       | 2015 | Malasia    | Malasia      | EAU        | China Taipéi | Tailandia  |
| XI      | 2016 | Uzbekistán | EAU          | Tailandia  | Guam         | Uzbekistán |
| XII     | 2017 | Taiwán     | Singapur     | Tailandia  | China Taipéi | India      |
| XIII    | 2018 | Tailandia  | China Taipéi | Tailandia  | India        |            |
| XIV     | 2019 | Tailandia  | EAU          | Tailandia  | Kazajistán   | Guam       |
| XV      | 2022 | Lahore     | Pakistán     | Tailandia  |              |            |
| XVI     | 2023 | Doha       | Catar        | Kazajistán | India        |            |

### Union Cup
| Edición | Año  | Sede      | Campeón   | 2º puesto    | 3º puesto    | 4º puesto |
| ------- | ---- | --------- | --------- | ------------ | ------------ | --------- |
| XVII    | 2024 | Singapur  | Singapur  | China Taipéi | Tailandia    |           |
| XVIII   | 2025 | Kaoshiung | Filipinas | Tailandia    | China Taipéi | Singapur  |

## Posiciones
- Número de veces que las selecciones ocuparon cada posición en los primeros dos puestos, incluye los campeonatos de la Union Cup desde 2024.

| Equipo                 | Campeón | 2º puesto |
| ---------------------- | ------- | --------- |
| Malasia                | 3       | 3         |
| Singapur               | 3       |           |
| Tailandia              | 2       | 7         |
| Emiratos Árabes Unidos | 2       | 1         |
| China Taipéi           | 2       | 1         |
| Filipinas              | 2       |           |
| China                  | 1       | 1         |
| Catar                  | 1       | 1         |
| Irán                   | 1       |           |
| Pakistán               | 1       |           |
| India                  |         | 2         |
| Sri Lanka              |         | 1         |
| Kazajistán             |         | 1         |